# Blew
Blew è una canzone di un EP del gruppo grunge Nirvana.

## La canzone e l'EP
La canzone fu scritta nel 1988 dal frontman della band Kurt Cobain. Blew è la prima traccia dell'album d'esordio Bleach uscito nel giugno 1989.
Nel dicembre del 1989 venne pubblicato un EP contenente, oltre alla traccia Blew omonima, la traccia Love Buzz (già presente anch'essa in Bleach e pubblicata come singolo nel 1988) e due inediti, Been a Son, che sarà inclusa nella Greatest Hits omonima del 2002 e nella compilation del 1992 Incesticide ma in una nuova versione, e Stain, che verrà inclusa anch'essa in Incesticide sempre in una nuova versione.
L'EP uscì solo nel Regno Unito e furono prodotte appena 3 000 copie del vinile, per questo si diffusero molte copie contraffatte che però si differenziarono dall'originale per il colore della copertina non nero come quest'ultimo.

## Altre versioni del brano
Le prime esecuzioni dal vivo della canzone Blew avevano spesso un testo differente dall'originale e ciò è documentabile in vari bootleg tra cui l'esibizione del 25 novembre 1991 nei Paesi Bassi presente nell'album dal vivo From the Muddy Banks of the Wishkah e nel DVD Live! Tonight! Sold Out!!.

## Tracce
1. Blew - 2:54 - (Cobain)
2. Love Buzz - 3:35 - (Robbie van Leeuwen)
3. Been a Son - 2:23 - (Cobain)
4. Stain - 2:40 - (Cobain)

## Formazione
- Kurt Cobain - voce e chitarra
- Krist Novoselic - basso
- Chad Channing - batteria